# 10295 Hippolyta
10295 Hippolyta (1988 GB) là một thiên thạch xuyên Sao Hỏa được phát hiện vào ngày 12 tháng 4 năm 1988 bởi C. S. Shoemaker và E. M. Shoemaker tại trạm thiên văn Palomar. Thiên thạch này được đặt tên nào huyền thoại Hy Lạp, Hippolyta.